# 東京ディズニーシー (写真集)
『東京ディズニーシー』（とうきょうディズニーシー、Tokyo DisneySea）は、千葉県浦安市舞浜にある東京ディズニーシーの園内の施設や風景などの写真を収めた写真集である。
撮影は、数々の廃墟写真を撮影している小林伸一郎。2006年9月21日発売、ISBN 4-06-339753-X。
東京ディズニーシー内にある7つのテーマポート（メディテレーニアンハーバー、アメリカンウォーターフロント、ポートディスカバリー、ロストリバーデルタ、アラビアンコースト、マーメイドラグーン、ミステリアスアイランド）にある建築物や風景の写真が数多く収録されている。その中にはアトラクション内部の写真もある。
収録されている写真は148枚だが、小林は1年間パークに足を運び1000枚以上もの写真を撮ったという。その写真の中には11月から12月にかけて撮影されたものもあり、クリスマスデコレーションがされている建物の写真が数枚ある。